# أغلاونيكي
أغلاونيكي أو أغلوانيكي أو أغانيكي من ثيساليا كانت عالمة فلك من اليونان القديمة من القرنين الأول أو الثاني قبل الميلاد وقد ورد ذكرها في كتابات فلوطرخس وفي مدرسة أبولونيوس الرودسي كفلكية أنثى وكابنة هيغيتور (أو هيغيمون) من ثيساليا. كات ينظر إليها على أنها مشعوذة لقدرتها على إخفاء القمر من السماء، أي أنه كان بإمكانها التنبؤ بالوقت والمجال العام الذي يمكن أن يحدث خلاله خسوف القمر.
يذكر أحد الأمثلة اليونانية بتفاخر أغلاونيكي، وهو: «نعم مثلما يطيع القمر أغلاونيكي». ارتبطت عدد من المنجمات الإناث بأغلاونيكي وقد عوملن كساحرات. كنّ يعرفن بـ«ساحرات ثيساليا» وكنّ ناشطات من القرن الثالث حتى القرن الأول قبل الميلاد.
في حوار غورغياس لأفلاطون يتحدث سقراط عن «ساحرات ثيساليا» اللواتي، كما قالوا«كن يسقطن القمر من السماء بمخاطرة خاصة منهن.»
كتب بلوتارخ أنها كانت «تعرف تماماً فترات اكتمال القمر عندما يكون عرضة للخسوف، مع علمها المسبق بالوقت الذي سيتجاوز فيه القمر ظل الأرض، ما جعل العامة يعتقدون أنها كانت تسحب القمر إلى الأسفل.»
سميت إحدى الفوهات البركانية على كوكب الزهرة على اسم أغلاونيكي. كانت أغلاونيكي إحدى شخصيات فيلم جان كوكتو أورفيوس (فيلم) حيث كانت صديقة يوريديس وقائدة رابطة النساء. كما كانت أغلاونيكي شخصية ظهرت في لوحة حفلة العشاء للفنانة جودي شيكاغو، إذ تم تمثيلها باعتبارها إحدى 999 شخصية من قائمة نساء في طابق التراث.